# Фомин, Пётр Никитович
Пётр Никитович Фомин (1831—1898) — предприниматель, основатель самоварной фабрики в Туле.

## Биография
Пётр Фомин родился в 1831 году в семье тульских мещан. В начале своей карьерной деятельности занимался скупкой скота, слесарным и токарным делом. Постепенно он смог накопить капитал.

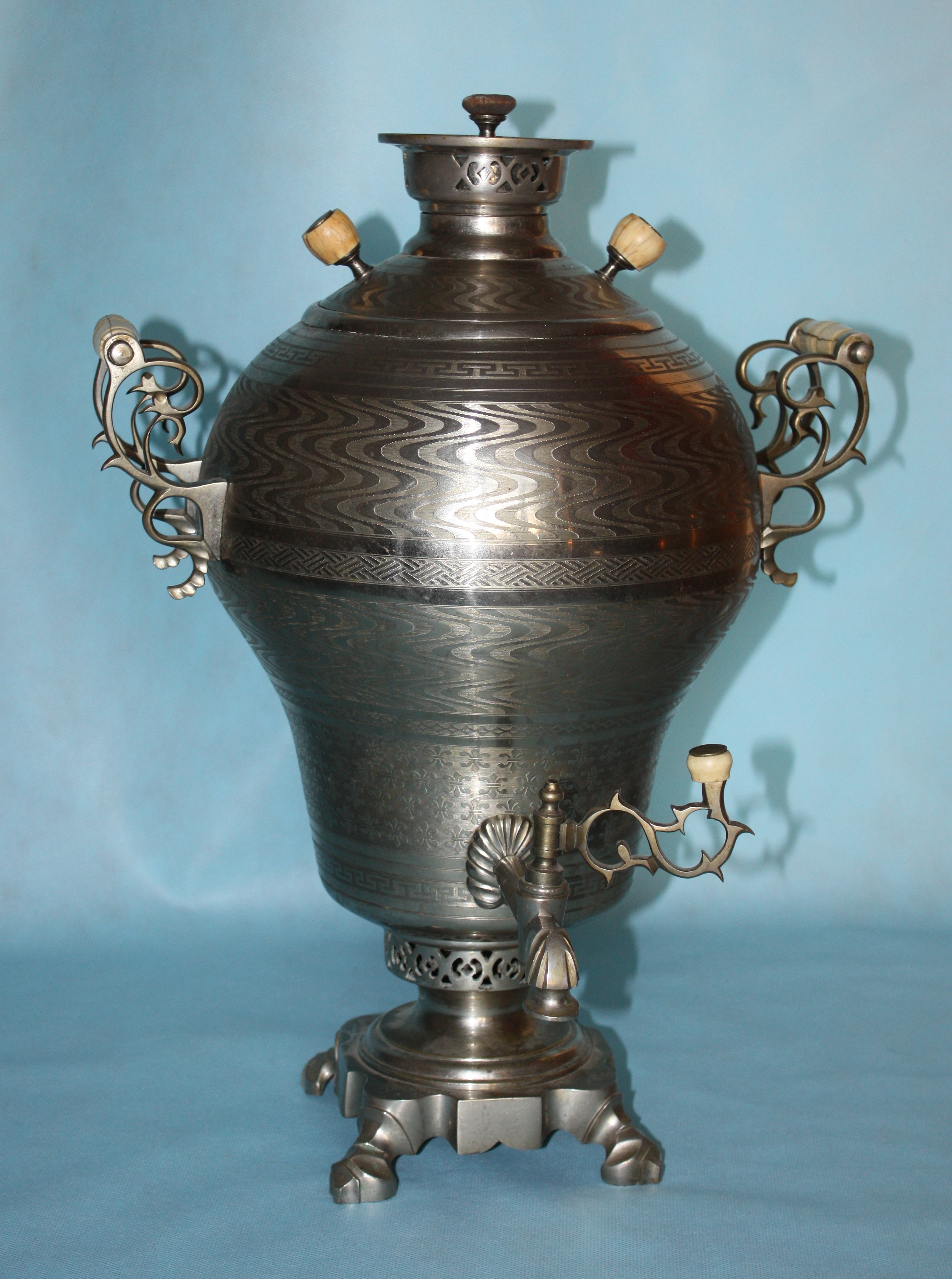
Продукция паровой самоварной фабрики наследников П. Н. Фомина в Туле

В 1880 году он открыл самоварную фабрику на улице Алексинской в Туле. Штат его фабрики был небольшим — на него работало десять человек. На фабрике работали и его сыновья Иван и Павел Фомин (1859—1923).
Жену Павла Фомина звали Елизавета Павловна.
С фабрикой Петра Фомина сотрудничали кустари-надомники, которые изготавливали детали для самоваров. Фомины построили деревянную мастерскую в два этажа. У них был сарай для готовой продукции, помещение с кузнечным горном, которое было нужно для пайки самоваров. Первый этаж здания был выделен для работы слесарной и токарной мастерских. Второй этаж был отведен для сборки, чистки и лужения. Финальные штрихи по отделке самоваров проводили в мастерской Бехмана, в которой выполняли никелирование изделия и их гравировку. Также в этой мастерской выполнялась гравировка для подносов и полоскательниц.
Дом, в котором жила семья Фоминых, был построен в середине 1880-х годов. Его спроектировал тульский архитектор Букатов. Здание было прямоугольной формы. Крышу дома украшали бочковые фигуры и резьба.
Когда Пётр Фомин умер в 1898 году, его фабрика досталась его сыновьям. Иван Фомин стал заниматься производством самоваров, Павел Фомин их продажей. Они работали на «Паровой самоварной фабрике наследников П. Н. Фомина в Туле», которая выпускала 45 видов самоваров. Эти самовары продавали в Москве, Орле, Риге, Ярославле, Нижнем Новгороде, Санкт-Петербурге, Костроме, продукция фабрики завоевывала медали на выставках. Они были отмечены наградами «За полезные труды», «За трудолюбие и искусство», «В упорном труде и единении сила».
На готовых изделиях фабриканты обязательно ставили клеймо «Фоминъ».
Единственная дочь Петра Фомина Варвара стала портнихой.
Нанятые работники получали на фабрике зарплату 50-80 копеек в день, так в неделю максимум они могли заработать около 5 рублей. Самая дешевая продукция Фоминых продавалась по стоимости 5-7 рублей за штуку. Самовары часто дарили на праздники, в том числе на свадьбы. Стоимость самых дорогих изделий достигала 300 рублей.

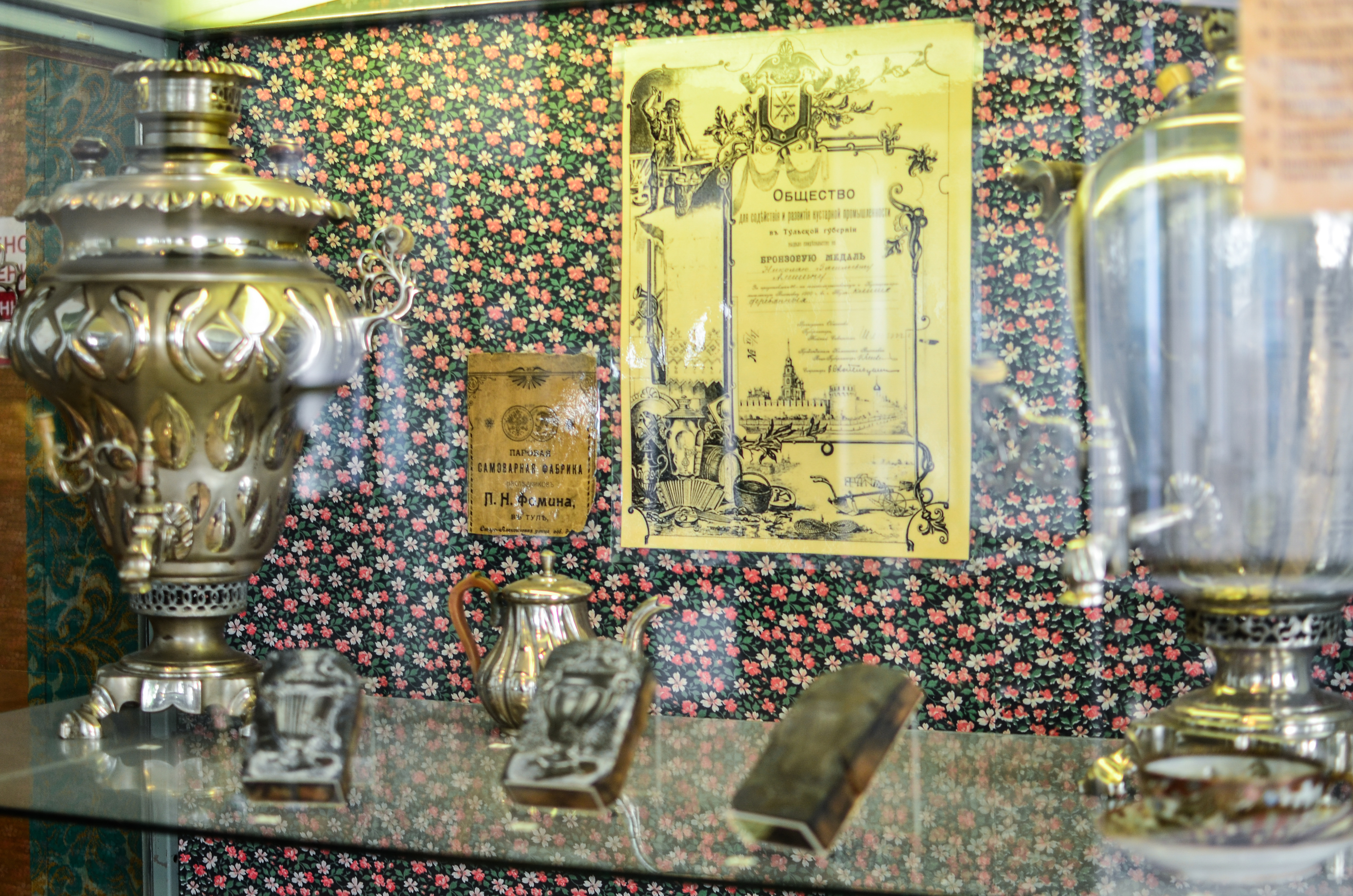
Продукция фабрики Фоминых сохранилась до наших дней в Туле

В семье Ивана Петровича Фомина было четверо дочерей. У Павла Петровича — трое дочерей и один сын: Михаил, Лидия, Зинаида, Татьяна. Зинаида Фомина стала фармацевтом и во время войны была в звании лейтенанта, была начальником аптеки. Михаил Фомин был техником на патронном заводе, его сын — Борис Михайлович Фомин был занят в машиностроительной отрасли. Его наградили двумя орденами Трудового Красного Знамени, орденом «Знак Почёта». Он стал лауреатом Государственной премии.
Предприятие прекратило свою работу в 1917 году. Изделия самоварной фабрики сохранились в фондах музея «Тульские самовары», частных собраниях, областном художественном музее. Остались прейскуранты, согласно которым фабриканты продавали свою продукцию.
В 1936 году потомки Петра Фомина продали дом, в 1978 году здание разобрали. Среди потомков Петра Фомина — Галина Михайловна Фомина.
До нашего времени сохранились некоторые изделия фабрики Фоминых, например самовар-дуля из латуни никелированной, начала XX века.